# Transformers Prime Beast Hunters: Predacons Rising
 (juillet 2015).
Si vous disposez d'ouvrages ou d'articles de référence ou si vous connaissez des sites web de qualité traitant du thème abordé ici, merci de compléter l'article en donnant les références utiles à sa vérifiabilité et en les liant à la section « Notes et références ».
Pour plus de détails, voir Fiche technique et Distribution.
Transformers Prime Beast Hunters: Predacons Rising est un téléfilm d'animation qui clôt la série Transformers: Prime.

## Synopsis
Cybertron restauré, les Autobots s'activent pour rebâtir entièrement la planète. Optimus Prime quant à lui, se rend dans l'espace avec Wheeljack afin de retrouver l'AllSpark, la source de vie de tous les Transformers. Mais un énorme problème arrive: Unicron, qui a pris le contrôle du corps de Megatron, est de retour et rêve de se venger des Autobots et d'anéantir Cybertron en corrompant le Spark de la planète. Cet ennemi redoutable provoque une alliance entre les Autobots, les Decepticons, Predaking et deux nouveaux Predacons, qui se lancent dans une bataille pour protéger leur planète.

## Fiche technique
- Titre original : Transformers Prime Beast Hunters: Predacons Rising
- Titre français : Transformers Prime Beast Hunters: Predacons, les Origines
- Réalisation : Vinton Heuck, Scooter Tidwell, Todd Waterman
- Scénario : Duane Capizzi, Marsha F. Griffin, Steven Melching
- Storybiard : Kirk Van Worme
- Animation : J.J. Conway
- Format : Couleurs - 16/9 - Dolby Stéréo
- Durée : 65 minutes
- Dates de sortie :
  - États-Unis : 4 octobre 2013

## Distribution

### Voix originales
- Peter Cullen : Optimus Prime
- Frank Welker : Mégatron / Terrorcon
- Steve Blum : Starscream / Darksteel
- Jeffrey Combs : Ratchet
- Will Friedle : Bumblebee
- James Horan : Wheeljack
- Michael Ironside : Ultra Magnus
- Peter Mensah : Predaking
- Sumalee Montano : Arcee
- John Noble : Unicron
- Daran Norris : Knock Out
- Nolan North : Smokescreen / Skylynx
- Kevin Michael Richardson : Bulkhead
- David Sobolov : Shockwave

### Voix françaises
- Erwin Grunspan : Optimus Prime
- Robert Dubois : Mégatron
- Nicolas Dubois : Starscream
- Bruno Georis : Darksteel
- Peppino Capotondi : Ratchet
- Ludovic Faussillon : Bumblebee
- Phillipe Allard : Wheeljack
- Robert Guilmard : Ultra Magnus
- Jean-Marc Delhausse : Predaking
- Célia Torrens : Arcee
- Patrick Descamps : Unicron
- Olivier Cuvellier : Knock Out
- Frédéric Meaux : Smokescreen
- Jean-Michel Vovk : Skylynx
- Claudio Dos Santos : Bulkhead
- Bruno Bulté : Shockwave